# کما (صومعه‌سرا)
کما یک روستا در ایران است که در دهستان کسما شهرستان صومعه‌سرا واقع شده‌است. کما ۳۱۳ نفر جمعیت دارد. این روستا نزدیک روستای نفوت واقع شده است . 
از نظر تاریخی در دوره میرزاکوچک خان جنگلی در این روستا ملاقات های بسیاری بین جنگلی ها و نیروهای حزب سرخ و نیروهای قزاق ایرانی انجام شده است . 